# Megapenthes azumai
Megapenthes azumai là một loài bọ cánh cứng trong họ Elateridae. Loài này được Arimoto miêu tả khoa học năm 1990.